# Parasynegia macularia
Parasynegia macularia là một loài bướm đêm trong họ Geometridae.